# Гартох, Оскар Оскарович
О́скар О́скарович Гарто́х (нем. Oscar Heinrich Hartoch). Известен также как Оскар-Генрих Оскарович Гартох; (12 (25) декабря 1881, Санкт-Петербург, Российская Империя — 30 января 1942, Саратов, СССР) — советский микробиолог, один из основоположников советской иммунологии.
Руководитель отдела микробиологии Ленинградского государственного института экспериментальной медицины. Организатор и заведующий кафедрой микробиологии Ленинградского педиатрического медицинского института.
Происходит из немецкой семьи евангелическо-лютеранского вероисповедания.
Жертва политических репрессий в СССР.

## Биография
Родился в семье Оскара Юльевича Гартоха (нем. Oscar Hartoch; 02.05.1845—11.09.1901) — уроженца Кёльна, в юные годы эмигрировавшего сначала в США, а позже занявшего должность наёмного директора Петербургского нефтеперегонного завода американской компании «В. Роопс и К°». В Германии (Вестфалия) родилась и жена Оскара Юльевича — Адольфина Гартох (нем.  Adolfine Hartoch geb. Graf 1850—1885).
Начальное образование Оскар Гартох получил в гимназии Катариненшуле при лютеранской церкви Святой Екатерины, после чего в 1899 году окончил полный курс знаменитой в столице частной немецкой гимназии Карла Мая.
В том же году О. О. Гартох поступил на медицинский факультет Рейнского Боннского университета Фридриха Вильгельма, который успешно окончил в 1905 году защитой диссертации на звание доктора медицины. На следующий год после сдачи в Императорском Юрьевском университете квалификационных экзаменов Оскару Оскаровичу было присвоено звание лекаря.
Вернувшись в Петербург, свою профессиональную деятельность О. О. Гартох начал частнопрактикующим детским врачом. Одновременно он занял должность врача Николаевского детского приюта и сверхштатного ординатора Александровской мужской больницы, учреждённой гражданами Германской империи.
В 1907 году Оскар Оскарович был принят сверхштатным сотрудником Императорского института экспериментальной медицины. Спустя три года он был зачислен на должность лекаря в штат института и практически сразу по инициативе профессора А. А. Владимирова уехал в длительную командировку в Европу. Сначала в отделе экспериментальной терапии института фармакологии при Берлинском университете он стажировался под руководством профессора Э. Фридбергера, затем на кафедре гигиены и бактериологии Бернского университета работал ассистентом ближайшего ученика знаменитого микробиолога Роберта Коха — профессора Вильгельма Колле.
Стажировка была скорректирована начавшейся Первой мировой войной. Профессор В. Колле был призван в германскую армию, а представитель противоборствующей державы О. О. Гартох ещё в течение нескольких месяцев исполнял его обязанности заведующего кафедрой в Берне. Лишь весной 1915 года он возвратился в Петроград, в свой Институт экспериментальной медицины и сразу был направлен в распоряжение начальника Военно-санитарного отряда Петроградского железнодорожного узла. Эту должность занимал его учитель А. А. Владимиров. На отряд, расположившийся в Красном Селе — там, где дислоцировались все запасные батальоны столичной гвардии, — были возложены обязанности по решению непрерывно возникающих санитарных и эпидемиологических задач не только столичного железнодорожного узла, но и всего Северного фронта с прилегающими тыловыми районами.
Отряд продолжил свою работу и после Октябрьской революции. Только в 1918 году после заключения Брестского мира и роспуска старой армии О. О. Гартох вернулся в свой институт. Теперь он назывался Государственным институтом экспериментальной медицины. С недавних пор руководил им профессор А. А. Владимиров, который в этой должности продолжал возглавлять свой эпизоотологический отдел (позже — отдел сравнительной патологии заразных болезней).
В 1920 году в ходе реорганизации кафедры инфекционных заболеваний Военно-медицинской академии (ВМА) её возглавил профессор С. И. Златогоров (Гольдберг). В рамках своего курса он решил организовать преподавание основ микробиологии. С этой целью С. И. Златогоров пригласил к себе О. О. Гартоха. В течение четырёх лет Оскар Оскарович являлся сотрудником Академии и вернулся в свой институт лишь после того, как в 1923 году профессором Д. К. Заболотным в ВМА была организована самостоятельная кафедра микробиологии с эпидемиологией и учением о дезинфекции. В организации и становлении этой кафедры О. О. Гартох принял самое непосредственное участие.
С 1924 года в Институте экспериментальной медицины О. О. Гартох работал ассистентом профессора А. А. Владимирова в отделе сравнительной патологии заразных болезней, который сам и возглавил в 1930 году. Вскоре он преобразовал его в отдел медицинской микробиологии и руководил им до окончания своей трудовой деятельности в мае 1941 года.
Помимо работы в Институте экспериментальной медицины, с 1924 по 1928 гг. О. О. Гартох заведовал бактериологической лабораторией в больнице им. Эрисмана (1-й Ленинградский медицинский институт).
В 1928 году Оскар Оскарович возглавил отдел бактериологии в Научно-исследовательском институте эпидемиологии и микробиологии им. Пастера, став при этом заместителем директора института по научной работе.
В том же году О. О. Гартох бы приглашён руководителем кабинета бактериологии вновь организованного в 1925 году НПИ Охраны материнства и младенчества («МатМлада»), преобразованного в 1935 году в Ленинградский педиатрический медицинский институт. В 1931 году в звании доцента Оскар Оскарович занял должность одного из научных руководителей этого института, а в 1933 году его усилиями кабинет бактериологии был преобразован в кафедру микробиологии, которую он возглавил в звании профессора. В 1935 году О. О. Гартох передал управление кафедрой своему ученику профессору В. М. Берману.
Возможно, именно работа в НПИ Охраны материнства и младенчества и понимание специфики заболеваний детского возраста в 1933 году навели О. О. Гартоха на мысль о необходимости создания в Институте экспериментальной медицины самостоятельного отдел детских капельных инфекций, который возглавил его ближайший ученик, будущий академик В. И. Иоффе.

### В тисках НКВД
За свою жизнь в СССР О. О. Гартох арестовывался трижды. Немец по национальности, две сестры которого жили за границей, а отец будучи крупным промышленником до конца своих дней оставался гражданином другого государства, он не мог не вызывать подозрений. К тому же, как ученый, получивший образование в Германии, подолгу работавший в европейских университетах и имевший обширные связи за рубежом, О. О. Гартох по логике чекистов, безусловно, был врагом.
Первый раз Оскар Оскарович был арестован 13 августа 1930 года. Тогда НКВД (до 1934 года — ОГПУ) возглавлял (пока ещё в ранге зампреда) Г. Г. Ягода, и при осуществлении следственных действий до некоторой степени соблюдалась видимость законности. Через два с половиной месяца за отсутствием состава преступления О. О. Гартох был освобожден и вернулся к своим обязанностям. Возможно, свою роль сыграли его знаменитые поручители: академик И. П. Павлов, известный французский писатель, нобелевский лауреат Ромен Роллан и писатель Максим Горький. Можно с большой долей вероятности предположить, что именно Ромен Роллан, поддерживавший близкие отношения с семьёй Гартох, обратился за помощью к М. Горькому, бывшему, к тому же, близким другом Г. Г. Ягоды.
Повторно, уже в бытность наркома Н. И. Ежова Оскара Оскаровича арестовали 2 августа 1937 года, когда ни И. П. Павлова, ни М. Горького уже не было в живых. За него заступился лишь Ромен Роллан, написавший письмо Сталину. Трудно судить, какую роль сыграло заступничество Ромена Роллана, но О. О. Гартох был освобожден — правда, почти через год, 20 мая 1938 года. О том, что он находился на волосок от гибели, и то, что его освобождение было лишь небольшой отсрочкой свидетельствует запись в деле его коллеги, профессора-микробиолога А. А. Миллера, приговорённого к расстрелу в 1938 году: «…занимался шпионажем, собирая и передавая агентам германской разведки О. О. Гартоху и М. И. Штуцеру секретные сведения о новейших научных работах». Подтверждение этому можно обнаружить у В. А. Каверина в его воспоминаниях «Эпилог». О драматических событиях 1938 года он рассказал в главе, где описывает арест и гибель близкого друга своего брата (известного иммунолога Льва Зильбера) — микробиолога А. А. Захарова:

«Двенадцатого февраля 1938 года он [Захаров] был арестован, а уже девятого марта подписал показания, в которых сознался, что „вместе с проф. О. О. Гартохом создал контрреволюционную организацию с целью убийства Вождя и Друга человечества И. В. Сталина, шпионажа в пользу фашистской Германии, диверсионной работы в виде заражения в случае войны источников водоснабжения и вредительства на фронте борьбы с эпидемиями“.
Он признался, что состоит в боевой группе под руководством агента фашистской разведки О. О. Гартоха, подготовлявшей убийство членов советского правительства».— 
В последний раз О. О. Гартох был взят под стражу 31 мая 1941 года, когда до начала Великой Отечественной войны оставалось всего три недели. При приближении фронта к Ленинграду многие заключенные следственного изолятора были эвакуированы. О. О. Гартоху не повезло. Его этапировали в Саратов — место компактного проживания этнических немцев Поволжья. В конце августа 1941 года Верховным Советом СССР было принято решение об их депортации. В этих условиях к тем из них, кто находился под следствием, чаще всего стали применяться расстрельные статьи.
О. О. Гартох содержался в Саратовской тюрьме № 1. Где-то в одной из соседних камер находился академик Николай Иванович Вавилов. Осужденный в июле 1941 года к высшей мере наказания, он умрет здесь в камере смертников от полного истощения через полтора года — 23 января 1943 года. Что касается О. О. Гартоха, то и его 28 ноября 1941 года приговорили к смертной казни. Последний месяц своей жизни он провел в одной камере с Н. И. Вавиловым. Оскара Оскаровича расстреляли 30 января 1942 года — ровно за год до смерти Николая Ивановича, который оказался последним, кто пожал ему руку.
О методах НКВД по выбиванию показаний против самого себя может свидетельствовать выдержка из следующего донесения нарком ГБ СССР В. Н. Меркулов от 10 апреля 1942 года:

«…Из числа агентов германской разведки, связанных с Цейссом, НКВД СССР арестован профессор-микробиолог, немец Гартох О. О., который 4 октября 1941 г. показал, что во время пребывания в Германии он в 1923 г. был завербован разведкой, а с 1925 г. по заданиям Цейсса вел шпионскую и вредительскую работу в области микробиологии.
Гартох О. О. принимал активное участие в создании антисоветской организации среди микробиологов. Практическая подрывная работа этой организации состояла в выпуске недоброкачественных бактериологических препаратов (вакцин, сывороток) и в разработке наиболее эффективных методов проведения бактериологических диверсий в момент войны Германии против СССР.»— Указание НКВД СССР № 144 об усилении борьбы с бактериологической диверсией противника от 10 апреля 1942 г.
В 1956 году после пересмотра дела, судебное решение в отношении О. О. Гартоха было отменено. За отсутствием состава преступления он был полностью реабилитирован.
Из письма Давида Владимировича Иоффе — сына ученика, друга и приемника О. О. Гартоха на посту заведующего отделом медицинской микробиологии и иммунологии ИЭМ Владимира Ильича Иоффе:
По-видимому я последний (или один из последних) кто видел Оскара Оскаровича. Конечно, я был ребенком, но знал его имя, оно часто упоминалось в разговорах родителей и всегда с большим уважением "Оскар сказал" или "А что сказал Оскар Оскарович?" Очень редко, но Оскар Оскарович бывал у нас в гостях, я помню два таких случая в 40 году, когда я уже ходил в школу. Вам может показаться странным, но в свои 7-8 лет я знал о его арестах, как впрочем и об арестах других близких или знакомых семьи.
Помню и следующий трагикомический эпизод. Когда Оскар Оскарович был освобожден во второй раз, он вернулся в Ленинград ночью и пошёл на свою квартиру (кажется на Васильевском острове), но она была опечатана. Тогда он пошёл в ИЭМ и ждал до утра около закрытого отдела микробиологии. Первым в отдел рано утром пришёл служитель вивария кормить кроликов, который сразу же позвонил Владимиру Ильичу, разбудил его и сообщил о возвращении Оскара Оскаровича. Отец разбуженный телефонным звонком, вскочил с постели, натянул брюки, набросил пальто прямо на ночную сорочку, забыв одеть рубашку и пиджак и помчался в ИЭМ. И только когда пришли сотрудники, кто-то сказал отцу, что он в ночной сорочке...

Со слов матери знаю, что Оскар Оскарович ничего не рассказывал о пребывании в ГУЛаге, но однажды сказал отцу: "Ты, Ильич, лучше других понимаешь ситуацию, но даже ты не представляешь и сотой доли того, что там творят".

## Семья
- Жена: Мэри Вильяминовна (Васильевна) ур. Пульман (1881—1933, Ленинград) — дочь английского промышленника, владевшего в Петербурге заводом. Похоронена вместе с родителями Гартоха на Смоленском лютеранском кладбище в Ленинграде.
- Сестра: Эльза (Elsa Hartoch, 1879, Санкт-Петербург-1981) — педагог. После революции приняла немецкое гражданство, с 1920-х гг. работала в Женеве секретарем директора и основателя в 1924 году Международной школы (Ecole Internationale de Geneve[англ.]) Адольфа Ферьера.
- Сестра: Генриетта (Фрида), в замужестве Семенова (1880—1972) — окончила Цюрихский университет и с 1910 года жила и работала педиатром в Цюрихе.

## Научный вклад
- В молодые годы, работая за границей, О. О. Гартох вместе с Э. Фридбергером занимался изучением факторов иммунитета, в частности комплемента при экспериментальных инфекциях, а также выполнил ряд работ по анафилаксии, возникающей при применении иммунных сывороток. В те же годы одним из первых он обратился к изучению болезнетворных вирусов.
- В Институте экспериментальной медицины большое внимание Оскар Оскарович уделяли разработке специфической профилактике опасных инфекций (сапа, холеры, чумы), а в Германии — вакцинации против брюшного тифа, применению антитоксической сыворотки при дифтерии.
- В годы Первой мировой войны, работая в Военно-санитарном отряде, О. О. Гартох преимущественно занимался решением эпидемиологических проблем. Искусно используя результаты своих исследований и теоретические знания для решения практических вопросов, в 1916 году он способствовал успешной ликвидации вспышки холеры в частях гвардии в Красном Селе.
- Во время Гражданской войны и разрухи немалую роль сыграл О. О. Гартох при восстановлении санитарно-эпидемиологической службы в армии.
- Особое внимание уделял О. О. Гартох изучению возбудителей, кишечных инфекций, их иммунологии и эпидемиологии, прививочной профилактике. Результаты исследований по бациллярной дизентерии, брюшному тифу и паратифам были обобщены им в серии отчетов ВИЭМ за 1933—1937, 1938—1939 гг. В этот период под руководством Оскара Оскаровича в его отделе были проведены широкие исследования по физиологии патогенных микроорганизмов, экспериментальному изучению инфекционных процессов, применению количественного микробиологического анализа.
- Особое внимание уделял О. О. Гартох воспитанию молодых учёных. Среди его учеников академики АМН СССР В. И. Иоффе и А. А. Смородинцев, профессора В. М. Берман, Е. Т. Васильева, М. А. Зеликина, М. И. Каневская, К. П. Муратова, С. С. Казарновская, П. И. Беневоленский, М. А. Линникова, В. А. Штритер и многие другие. Оскар Оскарович является одним из авторов первого в России трехтомного руководства по микробиологии, изданного под редакцией Л. А. Тарасевича (1912—1915 гг.).
- В течение многих лет Оскар Оскарович был председателем и членом правления микробиологического общества, членом ученого совета Ленгорздравотдела, членом эпидсовещания при Горздравотделе, членом ученого совета Наркомздрава, работал лектором по вопросам санитарии и эпидемиологии при Доме санкультуры.

## Некоторые научные работы
О. О. Гартох является автором более 100 печатных работ на русском и немецком языках. Названия части из них приведены ниже:
- Гартох О. О., Аграновский З. М., Игнатович З. А. К проблеме пищевых токсикоинфекций. — Л.: Лаборатория пищевой гигиены Ленгорздравотдела, 1940. — 28 с.
- Гартох О.О. О механизме действия фильтратов бактерийных культур на местный инфекционный процесс / Из отд. сравнит. патологии гос. ин-та эксперим. медицины и бактериологич. лаборатории б-цы им. Эрисмана. — Харьков: Научная мысль, 1928. — 10 с.
- Гартох О.О., Иоффе В. И. К биологии дизентерийной группы : Из отд. сравнительной патологии Ин-та эксперимент. медицины (проф. А.А.Владимиров). — Харьков: Научная мысль, 1925. — 10 с.
- Берман В. М. Курс частной эпидемиологии / В. М. Берман, А. М. Левитов, И. И. Рогозин; под общ. ред. В. М. Бермана с пред. проф. О. О. Гартох. — Л.: Биомедгиз, 1936. — 519 с.
- Орелкина Е. С. Библиография по бациллярной дизентерии с 1900 по 1983 г. /  под  ред. проф. О.О. Гартоха. — Л., 1939. — 306 с.
- Гартох О. О. Борьба с чахоткой : Схемный проект лекции, составленный к 20-му апр. 1912 г. членами Просвет. отд. С.-Петерб. о-ва для борьбы с бугорчаткой / О.О.Г., В.В.Г. и В.Н.М. — Л., 1939. — 16 с.
- Hartoch O. Beitrag zur Lehre vom Myxoedem an der Hand von 2 Fallen der Bonner me- dizinischen Klinik. Inaugural Dissertation. — Bonn, 1905. — 306 с. — (Защищена 4 августа 1905 г. в Rheini- schen Friedrich-Wilhelms-Universitat в Бонне).
- Гартох О. О., Якимов В. Л. К вопросу о связывании комплемента при экспериментальном трипаносомозе. — Врачебная газета, 1908, № 20.
- Friedberger E., Hartoch O. Ueber das Verhalten des Komplements bei der aktiven und passiven Anaphylaxie. — Ztschr. f. Immutats forsch. u. exper. Therapie, 1909, Bd. 3. H. 6..
- Friedberger E., Hartoch O. Der Einfluss intraveoser Salzinjektionen auf die aktive und passive Anaphylaxie beim Meerschweinchen. — Berl. klin. Wochenschr, 1909, № 36.
- Hartoch O., Sirenskij N. Ueber die Rolle des Komplementes bei der Anaphylaxie. — Ztschr. f. Immutats forsch. u. exper. Therapie, 1911, Bd. 12. H. 1.. — 85-90 с. — (из ИИЭМ).
- Hartoch O., Sirenskij N. Ueber die Beeinflussung der opsonischen Index durch subkutane Seruminjektionen. — Ztschr. f. Immutats forsch. u. exper. Therapie, 1911, Bd. 8. H. 5-6.. — 602-610 с. — (из Бернского университета).
- Гартох О. О. О сывороточной анафилаксии // Первое совещание по бактериологии, эпидемиологии и проказе / С.-Петербург, 3-9 января 1911 г.: материалы совещ. — СПб., 1912. — 48-53 с.
- Гартох О. О. Фильтрующиеся вирусы // Медицинская микробиология / под ред. Л.А. Тарасевича. — СПб., Киев, 1913. — Т. 2. — 523-543 с.
- Гартох О. О. К вопросу о дезинсекции в воинских частях и ее значении в борьбе с возвратным тифом. — Новое в медицине, 1915.
- Гартох О. О., Штернберг А. Я. К вопросу о мероприятиях в борьбе с острозаразными желудочно-кишечными заболеваниями в воинских частях. — Новое в медицине, 1915.
- Гартох О. О. Медицинская микробиология. Руководство для врачей и студентов, в трёх томах. (главы) / под ред. Тарасевича Л. А.. — СПб., Киев, 1912 - 1915.
- Гартох О. О. Современные взгляды на пневмококковую группу / Доклад на заседании общества детских врачей Ленинграда. — 19.04.1929.